# クロハコフグ
クロハコフグ（学名：Ostracion meleagris）は、ハコフグ科に分類される魚類の一種。インド太平洋に分布し、水深1-30mの岩礁に生息する。

## 分類と名称
1796年にイギリスの博物学者であるジョージ・ショーによって記載され、タイプ産地は南太平洋とされた。
属名は「小さな箱」という意味で、タイプ種であるミナミハコフグの体型を示している。種小名はホロホロチョウの種小名であり、幼魚の体にはホロホロチョウの羽毛のように黒白い斑点が散らばっていることを示している。

## 形態

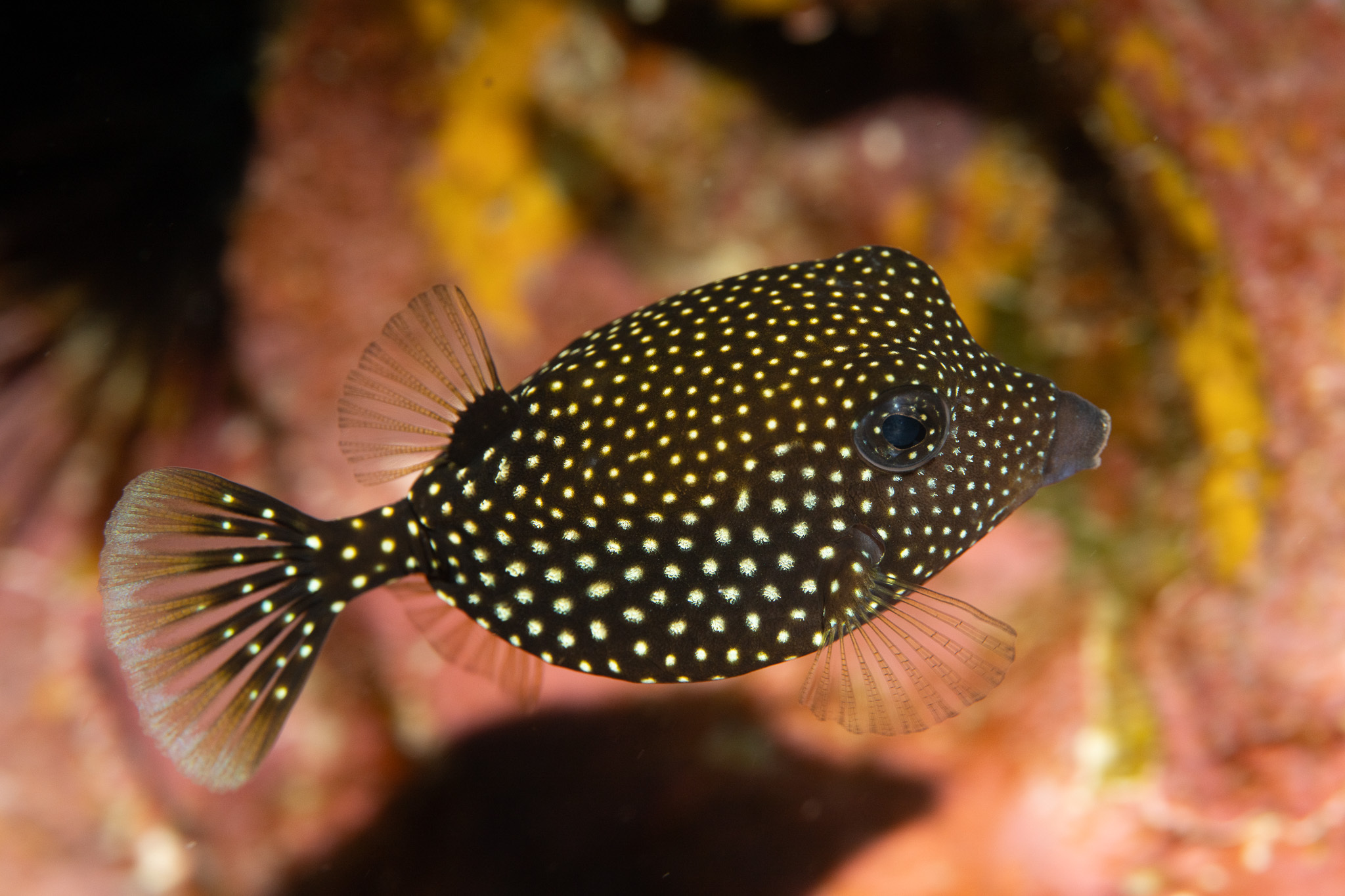
幼魚

背鰭は9軟条から、臀鰭は9軟条から、尾鰭は10軟条から成る。体色には性的二形があり、幼魚と雌は暗褐色から黒色の地に、白い斑点が散らばる。雄は体側面が青色で黄色の斑点が散らばり、甲羅側面の上端は黄色である。角ばった甲羅に覆われており、オットマンに似ていると表現されることもある。体は六角形の骨板が結合した甲羅で覆われ、全体としては楕円形に近い。口、目、鰓、鰭、尾柄のための開口部がある。背中はわずかに丸みを帯びている。腹面には一対の縦方向の隆起があり、底は平らで棘は無い。小さな口は前方に開いており、肉質の唇があり、各顎には15本の中型の歯がある。鰓裂は短く、胸鰭の基部の前にある。臀鰭と背鰭は後方にあり、尾鰭は丸みを帯びている。背鰭には棘が無く、腹鰭を持たない。

## 分布と生息地
東アフリカからメキシコ、北は南日本とハワイ諸島、南はニューカレドニアとトゥアモトゥ諸島まで、インド太平洋と東太平洋に広く分布する。日本では主に和歌山県以南の太平洋岸、南西諸島で見られる。オーストラリアでは西オーストラリア州からニューサウスウェールズ州北部まで見られ、珊瑚海やクリスマス島、タスマン海からも知られている。水深30mまでの沿岸、ラグーン、サンゴ礁の外側に生息する。幼魚は岩の間やウニの棘の間でも見られる。

## 生態
海綿動物、蠕虫、ホヤ、その他の小型無脊椎動物を捕食する。午後から夕方にかけて繁殖し、1匹の雄と数匹の雌から成る群れで移動する。雄が1匹の雌を小突いて回り込むことで交尾を開始する。雌が反応すると、彼らは並んで泳ぎながら、底から1.8m以上浮上する。雄は雌をその地点まで導く。尾を合わせて、頭を少し離した状態で並んで泳ぎ続け、精子と卵を放出し、再び一緒に底まで泳ぎ戻る。この時に他の雄の妨害を受け、雄同士が争うこともある。交尾中には約6秒間続く低音のハミング音を発する。雄同士が争う際は、大きなドンドンという音や、短いブンブンという音を出すこともある。

## 人との関わり
商業的な漁獲は行われておらず、地元で消費される程度である。観賞魚として飼育されることもあるが、体表から有毒な粘液を放出して同居する魚を殺してしまうこともあるため、混泳には向かない。